# أوفين فون ويليامز
أوفين فون ويليامز (بالإنجليزية: Owain Fôn Williams)‏ (مواليد 17 مارس 1987) هو لاعب كرة قدم. يلعب مع منتخب ويلز لكرة القدم. سبق له أن لعب في بطولة أمم أوروبا لكرة القدم 2016 مع منتخب بلاده.

## مسيرته الكروية
لعب أوفين فون ويليامز خلال مسيرته الاحترافية مع 9 أندية في ثمانية عشر موسمًا ولم يسجل خلالها أي هدف ضمن 397 مباراة. ولم يفز بأي موسم بالكأس أو بالدوري.
خاض أوفين فون ويليامز مسيرته مع نادي كرو ألكساندرا في موسم 2006–07 ولمدة موسمين، لم يشارك في أي مباراة ولم يسجل أي هدف. ثم انتقل إلى نادي ستوكبورت كونتي في موسم 2008–09 واستمر معه طيلة ثلاثة مواسم، حيث شارك في 82 مباراة ولم يسجل أي هدف أيضًا. لينتقل بعدها إلى نادي روتشديل في موسم 2010–11 لمدة موسم واحد، مشاركًا في 22 مباراة ولم يسجل أي هدف أيضًا. ثم انتقل إلى نادي ترانمير روفرز في موسم 2011–12 ليلعب معه أربعة مواسم، مشاركًا في 161 مباراة ولم يسجل أي هدف أيضًا. هذا وانتقل لاحقًا إلى منتخب اسكتلندا الثانوي لكرة القدم ‏ في موسم 2015–16 في المرة الأولى واستمر معه طيلة ثلاثة مواسم ثم في موسم 2018–19 لمدة موسم واحد، مشاركًا طوالها في 71 مباراة ولم يسجل أي هدف أيضًا. ثم انتقل بعدها إلى نادي إندي إليفن ما بين عامي 2018 و2019 لمدة موسم واحد، مشاركًا في 34 مباراة ولم يسجل أي هدف أيضًا. ليعود وينتقل من جديد، لكن هذه المرة إلى نادي دونفرملين أثلتيك في موسم 2019–20 لمدة موسم واحد، مشاركًا في 6 مباريات ولم يسجل أي هدف أيضًا.

## روابط خارجية
- أوفين فون ويليامز على موقع الاتحاد الأوربي (الإنجليزية)
- أوفين فون ويليامز على موقع قاعدة بيانات كرة القدم.إي يو (الإنجليزية)
- أوفين فون ويليامز على موقع ناشيونال فوتبول تيمز (الإنجليزية)
- أوفين فون ويليامز على موقع Soccerbase.com (لاعب) (الإنجليزية)
- أوفين فون ويليامز على موقع Soccerway.com (الإنجليزية)
- أوفين فون ويليامز على موقع عالم كرة القدم.نت (الإنجليزية)
- أوفين فون ويليامز على موقع AS.com (الإسبانية)